# Стадион Провиденс парк
Стадион Провиденс парк (енгл. Providence Park) је био вишенаменски стадион у граду Портланду, Орегон, САД. Стадион се првобитно, од 1893.године, звао Мултнома филд (Multnomah Field) је фудбалско игралиште на отвореном на северозападу Сједињених Држава, које се налази у четврти Гас холоу у Портланду, Орегон. Постоји у рудиментарном облику од 1893. године, а као комплетан стадион од 1926. Провиденс парк је тренутно најстарији фудбалски стадион који се користи у МЛС-у и једно је од најисторијских терена које користи било који професионални фудбалски тим Сједињених Држава.
Два професионална фудбалска тима, Портланд тимберс из МЛС-а и Портланд торнс ФЦ из НВСЛ-а, користе овај објекат као свој домаћи терен. Стадион је био домаћин неколико великих фудбалских догађаја у Сједињеним Државама, укључујући утакмице репрезентације, Сокер боул '77, ФИФА Светско првенство за жене 1999. и 2003, Златни куп КОНКАКАФ 2013., МЛС Ол-стар утакмицу 2014. и НВСЛ шампионат 2015. . Провиденце Парк је дом Портланд тимберса од 1975. године.
Атлетски клуб Мултнома са седиштем у Портланду основан је 1891. године и убрзо је изградио стадион за њихове аматерске спортске тимове почевши од 1893. Године 1926. објекат је проширен у комплетан стадион, укључујући горње трибине за седење и дрвене клупе које се још увек могу наћи у парку. Године 1956. стадион је по први пут озбиљно реновиран како би одразио његову све већу употребу у заједници. Након што су два покушаја да се изгради нови стадион са куполом у Делта парку отпала од стране бирача 1964. године, град је купио садашње место 1966. и преименовао га у Грађански стадион.
Реновиран је 2001. за смештај Тимберса и Портланд биверса, док је право на име стадиона купио Портланд Џенерал електрик и преименован је у ПГЕ Парк. Године 2011. парк је поново реновиран, овог пута како би могао да прими франшизу Портланд тимберса МЛС, а годину дана касније права на име стадиона су продата, овог пута Јелд-Вен (Јелд-Вен фиелд). Године 2014. име је поново промењено у Провиденце парк након што је Провиденс хеалтх & Сервисес купила права на именовање.
Проширење стадиона из 2019. подигло је капацитет на 25.218 и додало фасаду на више нивоа на Еаст енд. Портланд Тимберси су распродали сваку утакмицу на Провиденс парку од преласка у МЛС 2011. године, а Торнси су поставили рекорд посећености Националне женске фудбалске лиге у једној утакмици у августу 2019. са распродатим стадионом истог капацитета. У 2019. години, оба клуба су рангирана међу десет најбољих по посећености међу професионалним фудбалским тимовима (мушким или женским) у Сједињеним Државама и Канади.

## Фудбалске утакмице
Дана 28. августа 1977. године, стадион је био место фудбалског боула Северноамеричке фудбалске лиге '77 између Њујорк космоса и Сијетл саундерса, последње званичне утакмице легендарног Пелеа. Космос је освојио првенство.
Стадион је 7. септембра 1997. био домаћин квалификационе утакмице за Светско првенство у фудбалу између мушке репрезентације Сједињених Држава и Костарике. Сједињене Државе су пред публиком од 27.396 победила резултатом 1 : 0, голом Таба Рамоса у 79. минуту. Публика у Портланду је тада створила атмосферу којој су „требале године да се било који други амерички град може парирати“.
Провиденс Парк је угостио мушку репрезентацију Сједињених Држава у 4 различита наврата. Изван турнира у квалификацијама за Светско првенство 1998. и Златном купу 2013, стадион је био домаћин две пријатељске утакмице: 4. априла 1985. против Канаде (нерешено 1 : 1) и 28. маја 1998. против Кувајта (2 : 0).
Стадион је био место четири групне утакмице на Светском првенству за жене 1999. Стадион је такође био домаћин две утакмице у групи, два четвртфинала и оба полуфинала Светског првенства за жене 2003..
Провиденс парк је био домаћин МЛС Ол-стар утакмице 2014. Након завршетка утакмице, насловне стране новина су биле пуне о инциденту између Кејлеба Портера, менаџера Портланд Тимберса и МЛС Ол-Старса, и Пепа Гвардиоле, менаџера Бајерна из Минхена. Гвардиола је одбио да се рукује са Портером после меча.
| Датум               | Екипа #1         | Рез.  | Екипа #2         | Турнир                                    | Гледалаца |
| ------------------- | ---------------- | ----- | ---------------- | ----------------------------------------- | --------- |
| 29. август 1977.    | Њујорк космос    | 2 : 1 | Сијетл саундерс  | Сокер боул '77                            | 35.548    |
| 4. април 1985.      | Сједињене Државе | 1 : 1 | Канада           | Пријатељска                               | 4.181     |
| 7. септембар 1997.  | Сједињене Државе | 1 : 0 | Костарика        | Квалификације за СП 1998.                 | 27.396    |
| 24. мај 1998        | Сједињене Државе | 2 : 0 | Кувајт           | Пријатељска                               | 25.343    |
| 23. јун 1999.       | Русија           | 5 : 0 | Јапан            | Светско првенство у фудбалу за жене 1999. | 17.668    |
| 23. јун 1999.       | Кина             | 7 : 0 | Гана             | Светско првенство у фудбалу за жене 1999. | 17.668    |
| 24. јун 1999.       | Северна Кореја   | 3 : 1 | Данска           | Светско првенство у фудбалу за жене 1999. | 20.129    |
| 24. јун 1999.       | Немачка          | 6 : 0 | Мексико          | Светско првенство у фудбалу за жене 1999. | 20.129    |
| 28. септембар 2003. | Гана             | 2 : 1 | Аустралија       | Светско првенство у фудбалу за жене 2003. | 19.132    |
| 28. септембар 2003. | Кина             | 1 : 0 | Русија           | Светско првенство у фудбалу за жене 2003. | 19.132    |
| 2. октобар 2003.    | Немачка          | 7 : 1 | Русија           | Светско првенство у фудбалу за жене 2003. | 20.012    |
| 2. октобар 2003.    | Канада           | 1 : 0 | Кина             | Светско првенство у фудбалу за жене 2003. | 20.012    |
| 5. октобар 2003.    | Немачка          | 3 : 0 | Сједињене Државе | Светско првенство у фудбалу за жене 2003. | 27.623    |
| 5. октобар 2003.    | Шведска          | 2 : 1 | Канада           | Светско првенство у фудбалу за жене 2003. | 27.623    |
| 22. септембар 2011. | Сједињене Државе | 3 : 0 | Канада           | Пријатељска (жене)                        | 18.570    |
| 9. јул 2013.        | Костарика        | 3 : 0 | Куба             | Конкакафов златни куп 2013.               | 18.724    |
| 9. јул 2013.        | Сједињене Државе | 6 : 1 | Белизе           | Конкакафов златни куп 2013.               | 18.724    |
| 6. август 2014.     | МЛС Ол-старс     | 2 : 1 | Бајерн Минхен    | МЛС Ол-старс 2014.                        | 21.733    |